# Olimpik Teteven
El Olimpik Teteven (en búlgaro: ФК Олимпик) fue un equipo de fútbol de Bulgaria que jugó en la Liga Profesional de Bulgaria, la primera división nacional.

## Historia
Fue fundado en el año 1992 en la ciudad de Galata, ciudad en la que jugó hasta 1998 cuando se mudó a Teteven porque el estadio de Galata no cumplía con las condiciones para ser sede de partidos profesionales. En 1997 juega por primer y única vez en la Liga Profesional de Bulgaria luego de terminar de subcampeón de la segunda división.
En su temporada en primera división finalizó en el lugar 14 entre 16 equipos, quedando a un punto de la salvación. En la siguiente temporada consigue regresar a la primera división al terminar en tercer lugar de su grupo, pero el club desaparece al finalizar la temporada luego de fusionarse con el FC Beroe Stara Zagora y nace el Olimpik Beroe.

## Palmarés
- Liga Regional de Lovech: 1

1992/93